# Wolfgang Glatzer
Wolfgang Glatzer (* 15. September 1944 in Hohenborau, Landkreis Glogau, Schlesien) ist ein deutscher Soziologe und emeritierter Hochschullehrer.

## Leben
Wolfgang Glatzer wuchs in Reundorf (Lichtenfels) auf und absolvierte das Abitur 1964 an der Meranier-Oberrealschule Lichtenfels. Von 1966 bis 1972 studierte er Soziologie, Volkswirtschaftslehre und Sozialpolitik an der Johann Wolfgang Goethe-Universität Frankfurt und schloss sein Studium mit dem Diplom ab.
Von 1972 bis 1978 arbeitete Wolfgang Glatzer als Wissenschaftlicher Mitarbeiter in der DFG-Forschergruppe „Sozialpolitisches Entscheidungs- und Indikatorensystem für die Bundesrepublik Deutschland“ in Frankfurt am Main. Er wechselte an die Universität Mannheim und promovierte dort bei Wolfgang Zapf, Eberhard Wille und Hans Albert zum Dr. phil.
Glatzer hat sich erheblich mit den unterschiedlichen Soziologien in Deutschland auseinandergesetzt und ihre Integration angestrebt.
Von 1979 bis 1984 war er Bereichsleiter im Sonderforschungsbereich 3 „Mikroanalytische Grundlagen der Gesellschaftspolitik“ in Mannheim. 1982 verbrachte er mehrere Monate zu Forschungszwecken an der Stanford University, Kalifornien. 1984 wurde er auf eine Professur in Frankfurt berufen. Die Professur hatte die Denomination „Sozialstruktureller und kultureller Wandel“, seine Arbeitsschwerpunkte, die sich im Lauf der Jahrzehnte entwickelt haben, waren Sozialstruktur, Lebensqualität, Wohlfahrtsstaat und Haushaltsproduktion. In methodischer Hinsicht haben ihn Sozialindikatorenforschung und Sozialberichterstattung dauerhaft interessiert.
Wolfgang Glatzer gehört nationalen und internationalen wissenschaftlichen Netzwerken an und veröffentlichte allein und in Kooperation Publikationen in zwölf Sprachen.
Seit September 2009 ist er emeritiert, aber weiterhin sozialwissenschaftlich tätig. Wolfgang Glatzer ist verheiratet und hat zwei Kinder und vier Enkelkinder.

## Im Netzwerk der Soziologie
Zu Beginn seines Studiums belegte Glatzer ein Proseminar bei Theodor Adorno und trug im großen Hörsaal der Universität ein Referat über „Integration und Differenzierung bei Herbert Spencer“ vor. „Am Beginn des zweiten Semesters musste ich mein Referat vortragen vor 600 Teilnehmern im größten Hörsaal der GoetheUniversität, eingerahmt von den SDS-Größen Krahl und Wolf. Seitdem hatte ich mit Vortragssangst zu kämpfen. Adorno stellte mir einen Schein mit sehr gut aus …“  Die Frankfurter Soziologie war damals stark ausdifferenziert: Wolfgang Glatzer besuchte Veranstaltungen auf der Seite der „kritischen Theorie“ (neben Adorno: Max Horkheimer, Alfred Schmidt, Ludwig von Friedeburg sowie Jürgen Habermas) ebenso wie auf der Seite anderer soziologischen Ansätze (Walter Rüegg mit Ruth Meyer und Alfred Bellebaum, Thomas Luckmann u. a.).
Glatzer arbeitete mit Frankfurter und Mannheimer Wissenschaftlern mehr als zwei Jahrzehnte am „SPES-Projekt“ und „Sfb-3“ zusammen. Die Forschergruppe wurde von Hans-Jürgen Krupp und Wolfgang Zapf gegründet und in ihr wirkten Karl Ulrich Mayer, Richard Hauser, Reinhard Hujer und weitere Ökonomen und Soziologen mit. Wolfgang Glatzer unterhielt internationale Kooperationen beispielsweise mit Theodore Caplow, Henri Mendras, Simon Langlois, Rudolf Andorka, Salustiano del Campo, Richard Estes, Joe Sirgy, Kenneth Land und Alex Michalos. Der früh verstorbene Armutsforscher Werner Hübinger (1957–2000) war ein Schüler von Wolfgang Glatzer.

## Bedeutung und Wirkungen
Wolfgang Glatzer gilt als Pionier der Sozialindikatorenforschung. Er trug seit den siebziger Jahren eine Anzahl innovativer Publikationen zu einer öffentlichkeitsorientierten Sozialberichterstattung bei und befasste sich mit dem sozialstrukturellen und kulturellen Wandel moderner Gesellschaften. Im Mittelpunkt standen Analysen der Gesellschaft in Deutschland insbesondere des Vereinigungsprozesses seit 1990. Probleme der Haushaltsproduktion (und des Haushaltens) und des Sozialstaats (soziale Gerechtigkeit und soziale Ungleichheit) bilden herausgehobene Themen seiner Arbeit. International vergleichende Analysen im Hinblick auf Sozialstruktur, Lebensqualität und Wohlfahrtsentwicklung wurden von ihm im Rahmen internationaler Teams vorgenommen. Wolfgang Glatzer übernahm Leitungsfunktionen in verschiedenen nationalen und internationalen wissenschaftlichen Assoziationen und war ein erfolgreicher Organisator lokaler und internationaler Wissenschaftskongresse.

## Sozialwissenschaftliche Tätigkeiten (Auswahl)
Wolfgang Glatzer war Gründungsmitglied der internationalen Forschergruppe Comparative Charting of Social Change (1987), der Kommission für die Erforschung des sozialen und politischen Wandels in den neuen Bundesländern (KSPW) (1991), sowie Sprecher der Interdisziplinären Arbeitsgruppe Technikforschung (IATF) an der Universität Frankfurt (1994–1996), der Forschungsverbundsgruppe Sozialpolitik und Sozialstruktur (2006) und Vorsitzender der Sektion Sozialindikatoren in der Deutschen Gesellschaft für Soziologie (1989–1995). Er war Dekan des Fachbereichs Gesellschaftswissenschaften (1991/92 und 1996/97) und Präsident der International Society for Quality of Life Studies (2003/2004) und ist seit 2005 „Past President“ der International Society for Quality of Life Studies.
Glatzer war Hauptorganisator des 25. Deutschen Soziologentags in Frankfurt am Main (1990), sowie der ISQOLS-Weltkonferenz Challenges for Quality of Life in the Contemporary World in Frankfurt am Main (2003).
Ferner war er Vorsitzender der Philosophischen Promotionskommission (1999–2004), Vorsitzender des Prüfungsausschusses für den Zugang besonders befähigter Berufstätiger zu den Universitäten des Landes Hessen am Fachbereich (2001/04) und Vorsitzender des Gemeinsamen Zwischenprüfungsausschusses für die Lehrämter an Gymnasien in den geistes- und sozialwissenschaftlichen Fächern (2002–2006).

## Auszeichnungen
- 2005: Honorary President der internationalen Konferenz Towards Quality of Life Improvement in Wrocław/Polen
- 2014: Ehrung für das Lebenswerk anlässlich des 70. Geburtstags durch die Sektion Sozialindikatoren auf dem Kongress der Deutschen Gesellschaft für Soziologie am 9. Oktober in Trier
- 2015: Verleihung des Distinguished Quality of Life-Researcher Award durch die International Society of Quality of Life Studies, am 17. Oktober in Phoenix[3]

## Werke (Auswahl)
- Mit Eike Ballerstedt: Soziologischer Almanach – Handbuch gesellschaftspolitischer Daten und Indikatoren für die Bundesrepublik Deutschland. Campus Verlag 1975.
- Wohnungsversorgung im Wohlfahrtsstaat. Campus Verlag 1979, ISBN 3-593-32621-3.
- 25. Deutscher Soziologentag – Die Modernisierung moderner Gesellschaften. 1991
- Entwicklungstendenzen der Sozialstruktur.  1992
- Einstellungen und Lebensbedingungen in Europa. 1993
- Lebensverhältnisse in Osteuropa. 1996
- Quality of Life in Countries Undergoing Rapid Social Change. 1998
- Ansichten der Gesellschaft. 1999
- Rich and Poor – Disparities, Perceptions, Concomitants. 2002
- Reichtum im Urteil der Bevölkerung. 2009
- Global Handbook of Quality of Life. 2015